# Cesarsko-Królewskie Koleje Państwowe
Cesarsko-Królewskie Koleje Państwowe (niem. kaiserlich-königliche Staatsbahnen, kkStB), od roku 1915 Cesarsko-Królewskie Austriackie Koleje Państwowe (niem. kaiserlich-königliche österreichische Staatsbahnen) – dawna państwowa spółka kolejowa, działająca w austriackiej części Monarchii Austro-Węgierskiej, tzw. Przedlitawii.

## Historia

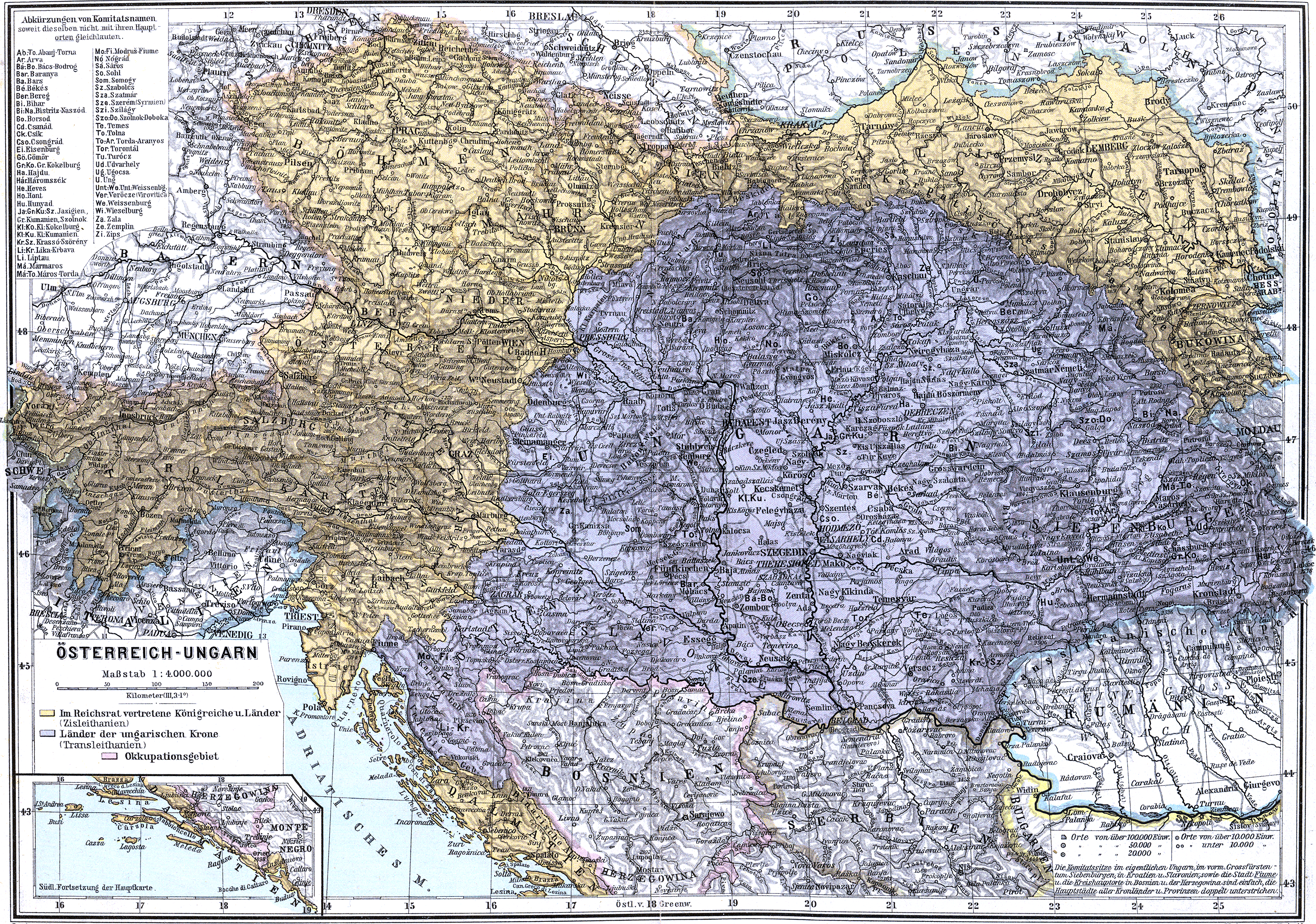
Austro-Węgry ok. 1900 r. Na żółtym tle sieć Cesarsko-Królewskich Kolei Państwowych

Cesarsko-Królewskie Koleje Państwowe zostały założone w 1884 roku. W późniejszych latach przejmowały one infrastrukturę i tabor upaństwawianych austriackich prywatnych spółek kolejowych. Po zakończeniu I wojny światowej sieć kolejowa kkStB miała długość około 19 000 km. Po rozpadzie Austro-Węgier w roku 1918 kkStB przestały istnieć. Ich majątek został podzielony między przedsiębiorstwa kolejowe państw powstałych z rozpadu monarchii takie jak:
- Austria: Österreichische Staatsbahnen (ÖStB), od roku 1923: Bundesbahnen Österreichs (BBÖ)
- Czechosłowacja: Československé státní dráhy (ČSD)
- Królestwo Serbów, Chorwatów i Słoweńców: Jugoslovenske državne železnice (JDŽ)
- Polska: Polskie Koleje Państwowe (PKP)
- Rumunia: Căile Ferate Române (CFR)
- Włochy: Ferrovie dello Stato (FS).

Chronologia przejmowania spółek kolejowych przez kkStB.